# Eulalia irritans
Eulalia irritans är en gräsart som först beskrevs av Robert Brown, och fick sitt nu gällande namn av Carl Ernst Otto Kuntze. Eulalia irritans ingår i släktet Eulalia och familjen gräs. Inga underarter finns listade i Catalogue of Life.